# Ібрагім Уаттара
Ібрагім Уаттара (фр. Ibrahim Ouattara; нар. 4 червня 1990, Дабу, Кот-д'Івуар) — івуарійський футболіст, нападник туніського клубу «Есперанс».

## Клубна кар'єра
Футбольну кар'єру розпочав 2010 року в івуарійському ДС Одьєнн. У 2012 році виїхав до Гани, де виступав за місцевий Феєнорд. Потім перебрався до Нігерії, де грав за «Саншайн Старз». У 2015 році повернувся на батьківщину, де підсилив «Стад д'Абіджан».
У 2017 році переїхав до Тунісу, де став гравцем «Бізертена». Дебютував за нову команду 9 вересня 2017 року в переможному (2:1) виїзному поєдинку 4-о туру Ліги 1 проти «Меденіна». Ібрагім вийшов на поле в стартовому складі та відіграв увесь матч. Дебютним голом за «Бізертен» відзначився 16 вересня 2017 року на 5-й хвилині переможного (3:0) домашнього поєдинку 5-о туру Ліги 1 проти «Бен Гуердена». Уаттара вийшов на поле в стартовому складі, а на 90-й хвилині його замінив Феді бен Чуг. У команді провів два сезони, за цей час у Лізі 1 зіграв 41 матч та відзначився 5-а голами.
Напередодні старту сезону 2019/20 років перебрався до іншого туніського клубу, «Есперанса». У новій команді дебютував 24 серпня 2019 року в переможному (1:0) виїзному поєдинку ліги 1 проти «Татуїна». Ібрагім вийшов на поле на 57-й хвилині, замінивши Яссіна Хеніссі. Дебютним голом за «Есперанс» відзначився 24 вересня 2019 року на 4-й хвилині переможного (2:0) домашнього поєдинку 3-о туру Ліги 1 проти «Хаммам-Ліф». Уаттара вийшов на поле в стартовому складі, а на 66-й хвилині його замінив Хайтем Жуіні.

## Кар'єра в збірній
31 травня 2017 року зіграв свій єдиний поєдинок за збірну Кот-д'Івуару у товариському матчі проти Беніна на стадіоні Робер-Шампру (1:1). Він вийшов на футбольне поле на 88-й хвилині.